# Terry L. Bruce
Terry Lee Bruce (Olney, 25 marzo 1944) è un politico statunitense, membro della Camera dei Rappresentanti per lo stato dell'Illinois dal 1985 al 1993.

## Biografia
Nato e cresciuto nell'Illinois, Bruce si laureò in legge all'Università dell'Illinois e lavorò per alcuni anni come avvocato. Entrato in politica con il Partito Democratico, nel 1971 venne eletto all'interno della legislatura statale dell'Illinois.
Nel 1978 si candidò alla Camera dei Rappresentanti ma venne sconfitto. Nel 1984 si ricandidò ed affrontò il deputato repubblicano in carica Dan Crane, che era stato coinvolto in uno scandalo sessuale. Bruce riuscì a battere Crane e venne eletto deputato, per poi essere riconfermato nel 1986, nel 1988 e nel 1990. Nel 1992 chiese un altro mandato agli elettori, ma il suo distretto congressuale venne ridefinito e così Bruce si trovò a dover competere nelle primarie democratiche contro un altro deputato in carica, Glenn Poshard, che lo sconfisse.
Dopo aver lasciato il Congresso, Bruce continuò ad occuparsi di politica a livello locale.